# Giovanni Reali (Politiker, 1774)
Giovanni Reali (* 6. November 1774 in Cadro; † 30. November 1846 in Lugano, heimatberechtigt in Cadro) war ein Schweizer Rechtsanwalt, Richter, Politiker, Tessiner Grossrat und Staatsrat.

## Leben
Giovanni Reali war Sohn des Stuckateurs und Bildhauers Sebastiano und dessen Ehefrau Caterina Pavoni. Er studierte Philosophie an der Universität Pavia seit 1793. Als einer der Hauptvertreter der pro-cisalpinen Partei nahm er an der Lugano-Expedition vom 15. Februar 1798 und den darauf folgenden Aufständen in der Landvogtei Mendrisio teil und wurde deshalb verurteilt und freigesprochen. Nach den antifranzösischen Unruhen von 1799 floh er ins Ausland.
Nach seiner Rückkehr ins Kanton Tessin war er als Anwalt und Notar tätig und etablierte sich als einflussreicher Politiker, vor allem auf dem Kreis Lugano. Er war Abgeordneter des Tessiner Grossrates von 1803 bis 1827, von 1839 bis 1846, Mitglied des Kleinen Rates von 1803 bis 1809 und des Staatsrates von 1815 bis 1827. Später wegen seiner Rivalität mit Giovanni Battista Quadri wurde er nicht wiedergewählt.
In den Jahren 1830 bis 1837 befasste sich mit dem Streit mit Österreich und Piemont über die San-Bernardino-Strasse, und dann war er Staatssekretär von 1837 bis 1839. Er war auch Richter am Appellationsgericht und am kantonalen Verwaltungsgericht von 1809 bis 1813. Er schrieb für die Zeitschrift L’Osservatore del Ceresio und unterstützte die Verfassungsreform von 1830. Im Jahr 1839 gehörte er zu den Förderern der Società ticinese di utilità pubblica.